# Бісултанов Райбек Альвійович
Райбек Альвійович Бісултанов (дан. Rajbek Bisultanov; нар. 29 травня 1995, Урус-Мартановський район, Чечня) — данський борець греко-римського стилю чеченського походження, чемпіон Європи. Старший брат данського борця, чемпіона Європи та срібного призера чемпіонату світу Турпала Бісултанова.

## Життєпис
Боротьбою почав займатися з 2009 року. У 2018 році здобув срібну медаль чемпіонату світу серед молоді. Того ж року став чемпіоном Європи серед молоді.
Виступає за борцівський клуб з міста Гернінг. Тренери — Хакан Ніблом (з 2014), Жимон Когут (з 2009). Багаторазовий чемпіон Данії з греко-римської боротьби.
У 2019 році здобув для Данії першу з 1993 року золоту медаль у боротьбі. Того ж року був визнаний найкращим спортсменом Данії.

## Спортивні результати на міжнародних змаганнях

### Виступи на Чемпіонатах світу
| Змагання                        | Збірна | Вагова категорія                 | Місце |
| ------------------------------- | ------ | -------------------------------- | ----- |
| Чемпіонат світу з боротьби 2017 | Данія  | греко-римська боротьба, до 75 кг | 10    |
| Чемпіонат світу з боротьби 2018 | Данія  | греко-римська боротьба, до 77 кг | 20    |
| Чемпіонат світу з боротьби 2019 | Данія  | греко-римська боротьба, до 82 кг | 12    |

### Виступи на Чемпіонатах Європи
| Змагання                         | Збірна | Вагова категорія                 | Місце  |
| -------------------------------- | ------ | -------------------------------- | ------ |
| Чемпіонат Європи з боротьби 2016 | Данія  | греко-римська боротьба, до 80 кг | 5      |
| Чемпіонат Європи з боротьби 2017 | Данія  | греко-римська боротьба, до 75 кг | 16     |
| Чемпіонат Європи з боротьби 2019 | Данія  | греко-римська боротьба, до 82 кг | Золото |
| Чемпіонат Європи з боротьби 2020 | Данія  | греко-римська боротьба, до 82 кг | 19     |
| Чемпіонат Європи з боротьби 2021 | Данія  | греко-римська боротьба, до 82 кг | 5      |

### Виступи на інших змаганнях
| Змагання                                       | Збірна | Вагова категорія                 | Місце  |
| ---------------------------------------------- | ------ | -------------------------------- | ------ |
| Тор Мастерс 2013                               | Данія  | греко-римська боротьба, до 74 кг | 10     |
| Тор Мастерс 2014                               | Данія  | греко-римська боротьба, до 75 кг | 4      |
| Північний чемпіонат з боротьби 2014            | Данія  | греко-римська боротьба, до 80 кг | Бронза |
| Відкритий чемпіонат Стокгольма з боротьби 2014 | Данія  | греко-римська боротьба, до 75 кг | 7      |
| Тор Мастерс 2015                               | Данія  | греко-римська боротьба, до 75 кг | 4      |
| Північний чемпіонат з боротьби 2015            | Данія  | греко-римська боротьба, до 75 кг | Срібло |
| Кубок Арво Хаавісто 2015                       | Данія  | греко-римська боротьба, до 80 кг | Срібло |
| Гран-прі Угорщини з боротьби 2016              | Данія  | греко-римська боротьба, до 80 кг | Срібло |
| Тор Мастерс 2016                               | Данія  | греко-римська боротьба, до 80 кг | Срібло |
| Золотий Гран-прі з боротьби 2016               | Данія  | греко-римська боротьба, до 75 кг | 7      |
| Тор Мастерс 2017                               | Данія  | греко-римська боротьба, до 75 кг | Бронза |
| Північний чемпіонат з боротьби 2017            | Данія  | греко-римська боротьба, до 75 кг | Бронза |
| Північний чемпіонат з боротьби 2018            | Данія  | греко-римська боротьба, до 77 кг | Бронза |
| Гран-прі Загреба з боротьби 2019               | Данія  | греко-римська боротьба, до 82 кг | 9      |
| Гран-прі Угорщини з боротьби 2019              | Данія  | греко-римська боротьба, до 82 кг | Срібло |
| Тор Мастерс 2019                               | Данія  | греко-римська боротьба, до 82 кг | Золото |
| Гран-прі Іспанії з боротьби 2019               | Данія  | греко-римська боротьба, до 82 кг | 11     |
| Гран-прі Німеччини з боротьби 2019             | Данія  | греко-римська боротьба, до 82 кг | Срібло |
| Тор Мастерс 2020                               | Данія  | греко-римська боротьба, до 82 кг | Золото |
| Кубок Владислава Пітласинські 2021             | Данія  | греко-римська боротьба, до 82 кг | 8      |

### Виступи на змаганнях молодших вікових груп
| Змагання                                          | Збірна | Вагова категорія                 | Місце  |
| ------------------------------------------------- | ------ | -------------------------------- | ------ |
| Північний чемпіонат з боротьби серед кадетів 2011 | Данія  | греко-римська боротьба, до 69 кг | 5      |
| Північний чемпіонат з боротьби серед кадетів 2012 | Данія  | греко-римська боротьба, до 76 кг | Срібло |
| Відкритий чемпіонат Австрії серед юніорів 2013    | Данія  | греко-римська боротьба, до 74 кг | Золото |
| Північний чемпіонат з боротьби серед юніорів 2013 | Данія  | греко-римська боротьба, до 74 кг | 4      |
| Північний чемпіонат з боротьби серед юніорів 2014 | Данія  | греко-римська боротьба, до 74 кг | Золото |
| Північний чемпіонат з боротьби серед юніорів 2015 | Данія  | греко-римська боротьба, до 74 кг | Золото |
| Чемпіонат Європи з боротьби серед юніорів 2015    | Данія  | греко-римська боротьба, до 74 кг | 7      |
| Чемпіонат Європи з боротьби серед молоді 2016     | Данія  | греко-римська боротьба, до 75 кг | 15     |
| Чемпіонат Європи з боротьби серед молоді 2017     | Данія  | греко-римська боротьба, до 75 кг | 8      |
| Чемпіонат світу з боротьби серед молоді 2017      | Данія  | греко-римська боротьба, до 75 кг | 10     |
| Чемпіонат Європи з боротьби серед молоді 2018     | Данія  | греко-римська боротьба, до 77 кг | Золото |
| Чемпіонат світу з боротьби серед молоді 2018      | Данія  | греко-римська боротьба, до 77 кг | Срібло |